# Молуккский большеног
Молуккский большеног (лат. Eulipoa wallacei) — вид птиц из семейства большеногов (Megapodiidae). Единственный представитель рода Eulipoa. Иногда вместо выделения в отдельный род помещают в род Megapodius. Видовое название дано в честь английского натуралиста Алфреда Рассела Уоллеса (1823—1913).

## Описание
Молуккский большеног достигает длины 29—31 см и массы 490—510 г. Половой диморфизм не выражен. Взрослые особи имеют оливково-коричневое оперение на спине, брюхо голубовато-серое, подхвостье белое, радужная оболочка коричневая, участок голой розоватой кожи на лицевой части головы, клюв от зеленоватого до желтоватого цвета, ноги тёмно-оливковые. Яркие рыже-коричневые перья спины пересекают светло-серые полосы. Молодые птицы имеют коричневатое оперение, чёрный клюв и ноги и карие радужки.

## Распространение
Эндемик Индонезии. Молуккский большеног обитает в горных лесах и лесах предгорий на Молуккских островах: Хальмахера, Буру, Амбон, Серам, Тернате, Харуку и Бачан. Их также можно обнаружить на острове Мисоол в провинции Юго-Западное Папуа.

## Образ жизни
Молуккский большеног это единственный вид семейства, который откладывает яйца в ночное время. Места откладки яиц, как правило, находятся на солнечных открытых пляжах или в вулканических почвах.

## Природоохранный статус
Из-за продолжающегося сокращения мест обитания, ограниченного ареала и чрезмерного промысла в некоторых районах, в Красном списке МСОП видов, находящихся под угрозой исчезновения, молуккский большеног рассматривается как уязвимый вид.